# Axinella pseudominuta
Axinella pseudominuta är en svampdjursart som beskrevs av Bibiloni 1993. Axinella pseudominuta ingår i släktet Axinella och familjen Axinellidae. Inga underarter finns listade i Catalogue of Life.